# NGC 2994
NGC 2994 ist eine linsenförmige Galaxie vom Hubble-Typ S0-a im Sternbild Löwe auf der Ekliptik. Sie ist schätzungsweise 326 Millionen Lichtjahre von der Milchstraße entfernt.
Das Objekt wurde am 24. Februar 1827 von John Herschel entdeckt.